# Gmina związkowa Hermeskeil
Gmina związkowa Hermeskeil (niem. Verbandsgemeinde Hermeskeil) – gmina związkowa w Niemczech, w kraju związkowym Nadrenia-Palatynat, w powiecie Trier-Saarburg. Siedziba gminy związkowej znajduje się w mieście Hermeskeil.

## Podział administracyjny
Gmina związkowa zrzesza trzynaście gmin, w tym jedną gminę miejską (Stadt) oraz dwanaście gmin wiejskich:
1. Bescheid
2. Beuren (Hochwald)
3. Damflos
4. Geisfeld
5. Grimburg
6. Gusenburg
7. Hermeskeil
8. Hinzert-Pölert
9. Naurath (Wald)
10. Neuhütten
11. Rascheid
12. Reinsfeld
13. Züsch